# Joël Abati
Joël Marc Abati (Fort-de-France, Martinik, 25. travnja 1970.) umirovljeni je francuski rukometaš i bivši reprezentativac. Abati je igrao ili na poziciji desnog vanjskog ili na poziciji desnog krila, a posljedni klub prije mirovine mu je francuski Montpellier HB. 
Klupsku karijeru započinje u francuskom Saint-Michelu iz kojeg odlazi nakon godinu dana. Tada se seli u Levallois SC gdje također boravi godinu dana. Tada prelazi u USM Gagny, gdje provodi 3 godine prije odlaska u US Créteil, s kojim je 1997. osvojio Francuski kup. Nakon Francuske, Abati odlazi u Njemačku, u SC Magdeburg. U Magdeburgu provodi punih 10 godina tijekom kojih je skupio 302 nastupa i postigao 1394 pogotka. S Magdebrugom je osvojio i najviše titula. Godine 1999. osvojio je EHF-ov kup, kao i 2001. kada je postao i prvak Njemačke. Sljedeće godine osvaja Ligu prvaka, a posljednja osvojena titula mu je ona iz 2007. kada je ponovo osvojio EHF-ov kup.
Nakon uspješne karijere u Magdeburgu, Abati se vraća u Francusku, u Montpellier HB, gdje je igrao do 2009. godine, kada se povukao iz aktivnog rukometa.
Reprezentativni debi imao je 1995. protiv Bjelorusije. Za reprezentaciju je u 14 godina skupio 204 nastupa i postigao je 588 pogodaka. Nosio je broj 18. Iako se nakon OI 2008., gdje je s Francuskom osvojio zlatnu medalju, povukao iz reprezentacije, na poziv izbornika Oneste odlučio je svoju karijeru završiti nastupom na SP-u 2009., gdje je također ovjenčan zlatnom medaljom. Još 2 zlatne medalje ima sa svjetskog prvenstva u Francuskoj 2001. i dvije s europskog prvenstva u Švicarskoj 2006. i Austriji 2010. a ima i 3 bronce, jednu s europskog prvenstva u Norveškoj 2008. i dvije sa svjetskih prvenstava u Portugalu 2003. i Tunisu 2005. godine.